# Ťin C’-wej
Ťin C’-wej (čínsky pchin-jinem Jīn Zǐwēi, znaky 金紫薇) (* 17. října 1985, Tan-tung, Liao-ning, Čínská lidová republika) je čínská veslařka. Byla členkou posádky párové čtyřky, která na olympijských hrách 2008 získala zlatou medaili.